# 멜러니 피오나
멜러니 피오나(Melanie Fiona, 1983년 7월 4일 ~ )는 캐나다의 싱어송라이터이다.